# دمیرکوی
دمیرکوی (به ترکی استانبولی: Demirköy) یک منطقهٔ مسکونی در ترکیه است که در استان قرقلرایلی واقع شده‌است. دمیرکوی ۳۰۰ متر بالاتر از سطح دریا واقع شده‌است.